# Brighton Beach

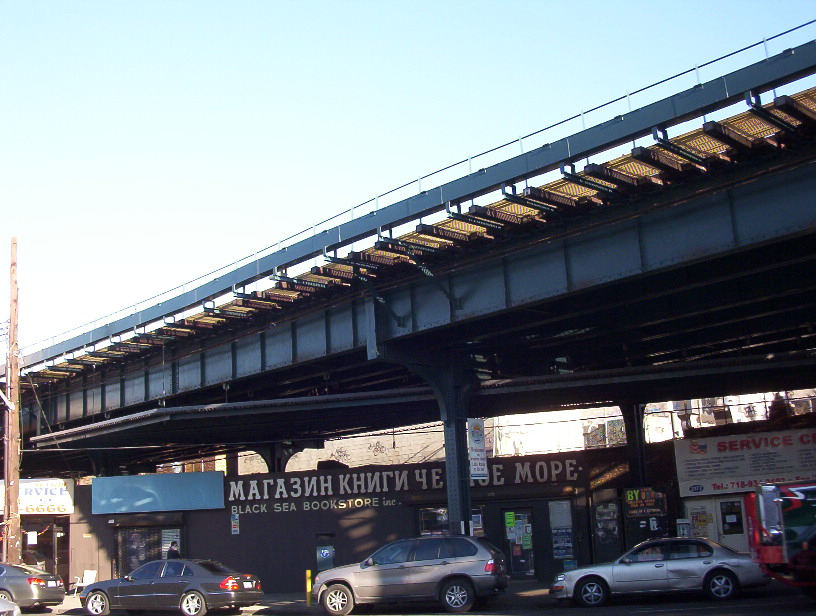
Livraria russa sob os trilhos elevados em Brighton Beach.

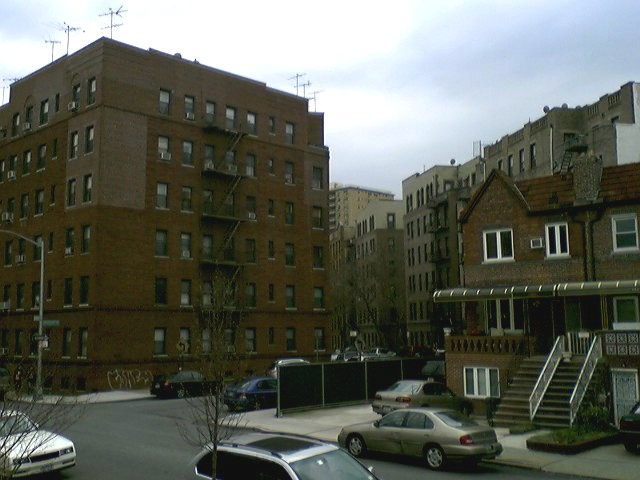
Blocos de apartamentos e casas residenciais se encontram em Brighton Beach.

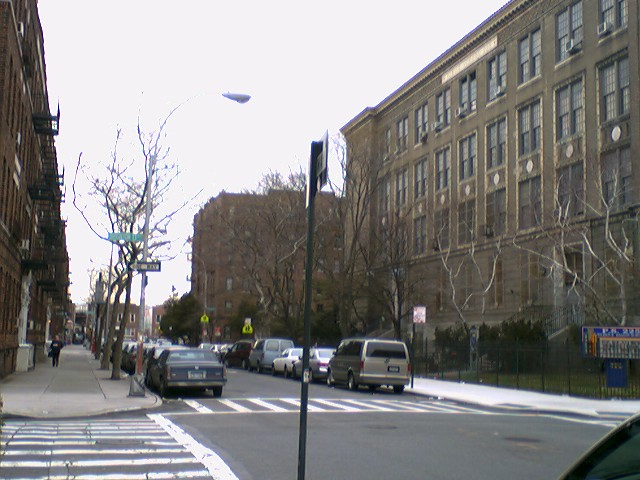
Escola em Brighton Beach (P.S. 225).

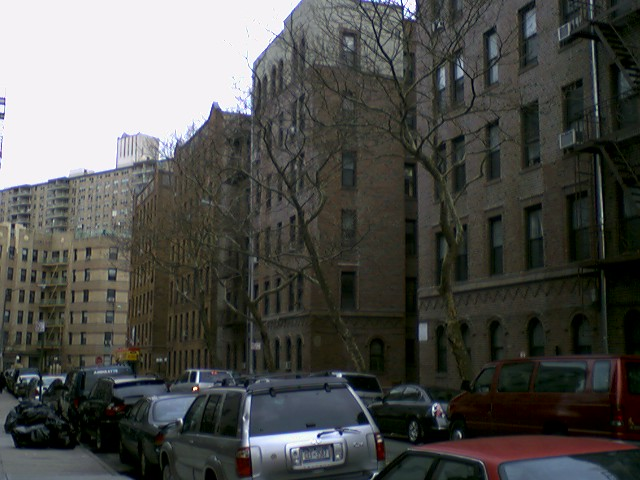
15th Street, Brighton Beach.

Brighton Beach é um bairro do distrito (borough) de Brooklyn, na cidade americana de Nova York, no estado homônimo. Tem como seus limites Coney Island, na Ocean Parkway, a leste, a rica Manhattan Beach, em Corbin Place, a leste, Gravesend, na Belt Parkway, a norte, e o oceano Atlântico ao sul (no Riegelmann Boardwalk, calçadão em frente à praia).

## História
Brighton Beach foi desenvolvida por William A. Engeman como um resort de praia, em 1868, e recebeu o nome depois de um concurso, realizado em 1878 por Henry C. Murphy e um grupo de empresários; o nome vencedor evocava o balneário de Brighton, na Inglaterra. O centro deste resort girava em torno do enorme Hotel Brighton (ou Brighton Beach Hotel), situado na praia onde atualmente se encontra a Coney Island Avenue, e que era acessado pelas ferrovias de Brooklyn, Flatbush e Coney Island, conhecidas posteriormente como BMT Brighton Line, inauguradas em 2 de julho de 1878. A então vila foi anexada à 31ª Divisão da Cidade de Brooklyn em 1894.
O bairro se desenvolveu como uma comunidade residencial, densamente povoada, após a transformação da ferrovia de Brighton Beach numa moderna e rápida linha do metrô de Nova York, por volta de 1920. Na década de 1950 boa parte da população do bairro consistia de americanos de segunda geração, nascidos de sobreviventes dos campos de concentração nazistas na Europa que abriram seus pequenos negócios na região. Diversos restaurantes e delicatessens surgiram no local, que passou a servir como uma espécie de "escala" para os veranistas que se dirigiam, pelo metrô, para as praias de Coney Island.
Hoje em dia a área recebeu uma grande influxo de imigrantes judeus, que desde 1970 abandonam a região da antiga União Soviética e se dirigem para lá. Com o fim do regime soviético, diversos imigrantes russos e ucranianos não-judeus, bem como outras etnias - como georgianos - também se estabeleceram em Brighton Beach e nas comunidades vizinhas, aproveitando-se da comunidade russófona já ali estabelecida.

## Transportes
Automóvel
As duas principais rodovias de Brighton Beach são: Belt Parkway, Coney Island Avenue e Ocean Parkway.
Metrô
As estações de Brighton Beach e Ocean Parkway do metrô de Nova York servem à vizinhança; ambas estão localizadas num elevado, situado sobre a Brighton Beach Avenue.